# Federico Boido
Federico Boido, meist als Rick Boyd bekannt, (* 8. Januar 1940 in Novi Ligure; † 7. Oktober 2014 in Ostia, Rom) war ein italienischer Schauspieler.

## Leben
Der blonde, hagere Darsteller begann seine Schauspielkarriere 1957 bei Remigio Paone und wurde, als er sich professionell nach Theaterarbeiten von 1963 bis 1967 der Darstellerei widmete, durch seine zahlreichen phantastischen Fotoromane wie Killing – dessen Name von Land zu Land variierte – bekannt. Bereits seit 1964 hatte er auch beim Film fast sechzig Nebenrollen, meist als nervöser Schurke oder Psychopath in Genrefilmen; ab 1966 wurde er fast ausschließlich für Italowestern engagiert; sein üblicher Name für diese Rollen war Rick Boyd. Nach 1973 wurden, mit dem Niedergang des Genres, auch seine Auftritte rar. Stattdessen widmete er sich für ein Jahrzehnt, bis 1983, der Straßenmalerei, die er auf der Piazza Navona durchführte. Später wandte sich Boido der Schriftstellerei zu und veröffentlichte Gedichtbände und einen Roman.
1960 hatte Boido eine nautische Ausbildung mit Auszeichnung abgeschlossen.

## Filmografie (Auswahl)
- 1965: Planet der Vampire (Terrore nello spazio)
- 1966: Angélique und der König (Angélique et le roi)
- 1967: Das Gold von Sam Cooper (Ognuno per sé)
- 1967: Django – Kreuze im blutigen Sand (Cjamango)
- 1967: Django tötet leise (Bill il taciturno)
- 1967: Djurado
- 1967: Ein Halleluja für Django (La più grande rapina del West)
- 1967: Die Satansbrut des Colonel Blake (7 winchester per un massacro)
- 1968: Amigos (…e per tetto un cielo di stelle)
- 1968: Django – ich will ihn tot (Lo voglio morto)
- 1968: Gefahr: Diabolik! (Diabolik)
- 1968: Lauf um dein Leben (Corri uomo corri)
- 1968: Vier für ein Ave Maria (I quattro dell’ Ave Maria)
- 1969: Sartana – Töten war sein täglich Brot (Sono Sartana, il vostro Becchino)
- 1970: Adios, Sabata (Indio Black, sai che ti dico: Sei un gran figlio di…)
- 1970: Django sfida Sartana
- 1970: Django und Sabata – wie blutige Geier (C'è Sartana… vendi la pistola e comprati la bara)
- 1970: Drei Halunken und ein Halleluja (Roy Colt & Winchester Jack)
- 1970: Der Gefürchtete (Sartana nella valle degli avvoltoi)
- 1970: L’oro dei bravados
- 1970: Sartana – noch warm und schon Sand drauf (Buon funerale amigos… paga Sartana)
- 1971: Django – Der Tag der Abrechnung (Quel maledetto giorno della resa dei conti)
- 1971: Man nennt mich Halleluja (Testa t'ammazzo, croce… sei morto! Mi chiamano Alleluja)
- 1971: Lo chiamavano King
- 1971: Spara Joe… e così sia!
- 1971: Zeig mir das Spielzeug des Todes (Il giorno del giudizio)
- 1972: Fünf Klumpen Gold (Tutti fratelli nel West… per parte di padre)
- 1972: Ein Halleluja für Spirito Santo (Un oomo avvisato mezzo ammazzato… Parola di Spirito Santo)
- 1972: Ein Halleluja für zwei linke Brüder (Jesse & Lester due fratelli in un posto chiamata Trinità)
- 1972: Lo chiamavano Verità
- 1973: Ci risiamo, vero Provvidenza?
- 1973: Colorado – Zwei Halunken im Goldrausch (Amico mio, frega tu… che frego io!)
- 1973: Der Mann mit der Kugelpeitsche (Il mio nome è Shangai Joe)
- 1973: Partirono preti, tornarono… curati
- 1976: Apache Woman (Una donna chiamata Apache)
- 1985: Joan Lui (Joan Lui – ma un giorno nel paese arrivo io di lunedì)